# 음력 7월 8일
음력 7월 8일은 음력 7월의 8번째 날이다.

## 사건
- 1592년 - 한산도 대첩
- 1592년 - 이치 전투
- 1783년 - 아사마산의 덴메이 대분화가 발생.
- 2014년 - 중화인민공화국 윈난성 자오퉁 시 루뎬 현에서 규모 6.5의 지진이 발생해 360여명이 사망하였다.

## 문화
- 2000년 - 서울 지하철 6호선 봉화산 ~ 상월곡 구간 개통.
- 2008년 - 2008년 하계 올림픽이 중화인민공화국 베이징시에서 개막했다.

## 탄생
- 1753년 - 조선 정조의 후궁 의빈 성씨.

## 같이 보기
- 음력 360일: 1월 2월 3월 4월 5월 6월 7월 8월 9월 10월 11월 12월
- 전날:7월 7일 다음날:7월 9일 - 전달:6월 8일 다음달:8월 8일
- 양력:7월 8일
- 음력, 윤달